# Anna Vasiliki Karapanagiotou
Anna Vasiliki Karapanagiotou (griechisch Άννα Βασιλική Καραπαναγιώτου; * 1966 in Tripoli) ist eine griechische Klassische Archäologin. Sie ist Direktorin des Archäologischen Nationalmuseums in Athen.

## Leben und Leistungen
Anna Karapanagiotou besuchte das American Pierce College of Athens und studierte im Anschluss Geschichte, Archäologie und Kunstgeschichte an der Universität Athen. Ein Auslandsaufenthalt führte sie an die Universität München. Ihren Bachelor-Abschluss erhielt sie 1988, ihren Master 1992. 2002 wurde sie in Athen mit einer Arbeit zum Thema The image of the woman in  Athens of the late Hellenistic and imperial years. The evidence of the grave reliefs promoviert. Als Wissenschaftliche Assistentin war Karapanagiotou 1990/91 auch in München tätig, zwischen 1990 und 1992 an der Skulpturenabteilung des Archäologischen Nationalmuseums Athen. Danach war sie von 1993 bis 2009 als Kuratorin beim Archäologischen Dienst des Ministeriums für Kultur und Sport beschäftigt. Hier war sie zunächst im Ministerium selbst, danach am Archäologischen Nationalmuseum, in der 3. und 5. Ephorie für Prähistorische und Klassische Altertümer (Sparta, Gytheion, Megalopolis) und anderen Regionen tätig. Karapanagiotou lehrte als Lehrbeauftragte beziehungsweise Gastprofessorin von 2004 bis 2009 an der Universität der Peloponnes sowohl Klassische Archäologie als auch Denkmalschutz. Von 2010 bis 2020 leitete Karapanagiotou die 39. Ephorie (Arkadien) und war zudem von 2011 bis 2014 Interimsleiterin der 38. Ephorie (Messenien). Schwerpunkte ihrer Arbeit hatte sie in Mantineia und Orchomenos. In Pylos koordinierte sie 2012/13 den Bau eines Schutzes für den sogenannten „Nestorpalast“ und leitete von 2013 bis 2017 die Restaurierung des Theaters von Megalopolis. Zudem betreute sie die Neuaufstellungen der Sammlungen des Archäologischen Museums in Pylos und des Archäologischen Museums in Tegea. Zum 4. Januar 2021 wurde Karapanagiotou zur Direktorin des Archäologischen Nationalmuseums in Athen berufen, seit Mitte April ist sie Generaldirektorin des Museums. Neben der Gestaltung von Sonderausstellungen war das von der Europäischen Union geförderte Projekt Modernisierung und Förderung des Nationalen Archäologischen Museums unter Einsatz von Informatik- und Kommunikationstechnologien bislang ihre wichtigste Leistung am Museum. Zudem leitet sie die Erweiterung und Modernisierung des Museums.
Karapanagiotous Forschungsschwerpunkt liegt bei der Erforschung des antiken Arkadiens. Zudem forscht sie zur Stadtplanung im Antiken Griechenland, der Skulptur der Kaiserzeit in Griechenland, zum antiken griechischen Theater, der Museologie und zur kulturellen Bildungspolitik. Sie nahm an Ausgrabungen in Naxos, Kos, Attika, Lakonien, Arkadien, Messenien und Sybaris teil. Sie leitet die griechisch-US-amerikanischen Grabungen im Lykaion sowie ein geophysikalisches Survey-Projekt in Mantineia. Schon vor ihrer Berufung nach Athen war Karapanagiotou Mitglied verschiedener wissenschaftlicher Ausschüsse des griechischen Kulturministeriums, unter anderem war sie 12 Jahre lang Mitglied des Griechischen Zentralen Archäologischen Rates und ist Mitglied des Museumsrates. Als Vertreterin des griechischen Kulturministeriums hielt sie Vorträge in diversen Ländern auf vier Kontinenten. Sie ist seit 2023 sowohl internationale Beraterin des Chinesischen Kunstmuseums in Peking als auch korrespondierendes Mitglied des Deutschen Archäologischen Instituts. Ende Juli 2023 wurde ihr der Orden des Löwen von Finnland verliehen.